# Pandemia di COVID-19 in Ciad
Il primo caso della pandemia di COVID-19 in Ciad è stato confermato il 19 marzo 2020.

## Antefatti
Il 12 gennaio 2020, l'Organizzazione mondiale della sanità (OMS) ha confermato che un nuovo coronavirus era la causa di una nuova infezione polmonare che aveva colpito diversi abitanti della città di Wuhan, nella provincia cinese dell'Hubei, il cui caso era stato portato all'attenzione dell'OMS il 31 dicembre 2019.
Sebbene nel tempo il tasso di mortalità della COVID-19 si sia rivelato decisamente più basso di quello dell'epidemia di SARS che aveva imperversato nel 2003, la trasmissione del virus SARS-CoV-2, alla base della COVID-19, è risultata essere molto più ampia di quella del precedente virus del 2003, e ha portato a un numero totale di morti molto più elevato.
Il 5 maggio 2023, l'Organizzazione mondiale della sanità dichiara ufficialmente la fine della pandemia.

## Cronologia

### Marzo
Il 19 marzo, le autorità del Ciad hanno confermato il primo caso nel paese, si trattava di un passeggero marocchino che era partito in aereo da Douala.
Il 26 marzo, nel paese vengono confermati altri due casi di nuovo coronavirus che porta il totale a cinque. I casi riguardavano nello specifico un cittadino del Ciad di 48 anni e un passeggero camerunese di 55 anni, arrivato nel paese su un volo Ethiopian Airlines il 17 marzo.
Il 30 marzo sono stati segnalati altri due casi di COVID-19, un cittadino ciadiano di Douala e un cittadino svizzero di Bruxelles.

### Aprile
Il 2 aprile, il Ciad ha registrato un nuovo caso di COVID-19, un ciadiano che viaggiava da Dubai via Abuja.
Il 3 aprile è stato registrato un nuovo caso di COVID-19, un cittadino francese che ha viaggiato da Bruxelles via Parigi.
Il 6 aprile, il Ciad ha registrato il suo primo caso di contaminazione locale, un ciadiano di 31 anni che era entrato in contatto con un altro ciadiano che era risultato positivo al test.
Il 9 aprile, funzionari sanitari hanno riferito di un nuovo caso di infezione, un ciadiano di 59 anni che è arrivato il 25 marzo a N'Djamena. L'uomo stava tornando dal Pakistan, attraverso il Camerun, dopo aver raggiunto N'Djamena via terra. L'uomo continuò il suo viaggio verso Abéché dove fu infine messo in quarantena il 4 aprile. Il test è stato dichiarato positivo l'8 aprile.

## Risposta del governo
Il governo per prevenire la diffusione del virus ha annullato tutti i voli nel paese, con l'eccezione dei voli cargo.

## Aiuti internazionali
Il 24 aprile, il gruppo Ecobank ha donato al ministero della salute del Ciad 12 milioni di franchi CFA (oltre 18.000 euro), nel quadro del sostegno alla risposta al nuovo coronavirus.